# Lata Mountain
Lata Mountain är ett berg i Amerikanska Samoa (USA).   Det ligger i distriktet Manuadistriktet, i den centrala delen av landet, 130 km öster om huvudstaden Pago Pago. Toppen på Lata Mountain är 511 meter över havet. Lata Mountain ligger på ön Ta‘ū Island.
Terrängen runt Lata Mountain är lite bergig. Havet är nära Lata Mountain österut.  Trakten är glest befolkad. Närmaste större samhälle är Ta`ū, 6,2 km väster om Lata Mountain. 
I omgivningarna runt Lata Mountain växer i huvudsak städsegrön lövskog.